# Subric
I subric, o subrich, sono frittelle tipiche della cucina piemontese e francese, che possono fungere da antipasto, contorno o dolce.

## Etimologia
Esistono diverse teorie che vorrebbero spiegare l'etimologia del termine subrich. Secondo una versione popolare, essi prendono il nome dalla tecnica con cui venivano originariamente cucinati, ovvero sur les briques ("sui mattoni") di un focolare. Altri ritengono che la parola subrich provenga dal lemma occitano sobrá, che significa "rimanere a riposo", un'ipotesi anche avanzata da Prosper Montagné e il dottor Gottschalk nel loro Larousse gastronomique (1938). Altri ancora sostengono che il piatto prenda il nome da un termine della cucina polacca.

## Storia
Alcune delle prime menzioni dei subric appaiono in opere culinarie scritte durante il diciannovesimo secolo fra cui La Cuisine classique (1868) e Cuisine de tous les pays (1872) di Urbain Dubois. Marie-Nicolas Bouillet ritiene che tali frittelle provengano dalla cucina polacca e li definisce una "specie di soufflé di spinaci". Giovanni Vialardi, aiutante capo-cuoco e pasticcere dei Savoia, considerava i "subriques di patate" un piatto adatto ai bambini. Dopo essere divenuti popolari agli inizi del ventesimo secolo, i subric caddero un po' in disuso prima di tornare in auge agli inizi del ventunesimo secolo come confermano, ad esempio, le numerose ricette pubblicate su Internet e la loro presenza nei menù di vari ristoranti.
I subrich sono diffusi in tutto il Piemonte, in particolare nella zona delle Langhe e nel comune di Masio (AL) che ha istituito la De.Co (denominazione comunale) con la ricetta storica del paese.

## Preparazione
I subrich si preparano utilizzando innanzi tutto le patate, a volte con eventuali avanzi di altri alimenti fra cui carne, fegato di pollame (o, meno frequentemente altre verdure, fra cui spinaci, cavolfiori e porri), che, dopo essere stati tritati, vengono legati alle patate con uova e latte. Una volta preparato l'impasto, i subric vengono saltati in padella con il burro chiarificato. Quando sono dolci, i subric possono essere insaporiti con del coulis di frutta, della confettura o frutti cotti poché.